# Strelapass
Der Strelapass (2352 m ü. M.) im Kanton Graubünden verbindet Davos mit Sapün/Langwies im Schanfigg.

## Geschichte
Der Strelapass war seit dem 14. Jahrhundert eine der klassischen Routen der Walser. Von ihm her wurden Arosa, Langwies und das gesamte hintere, das sog. innere Schanfigg besiedelt.
Erstmals urkundlich belegt ist der Pass 1338, als Strial, Striäl. Studer (1896) stellt den Namen entweder zu althochdeutsch strâl "Kamm" oder zu rätoromanisch stria "Hexe".
Während des Baus der Arosabahn erwarb der Planer derselben, der Churer Ingenieur Robert Wildberger, die Konzession zum Bau einer weiterführenden Zahnradbahn vom Bahnhof Langwies über den Strelapass nach Davos. Der Ausbruch des Ersten Weltkriegs verhinderte jedoch die Realisierung dieses Vorhabens.
Diverse Projekte – letztmals Anfang der 1970er-Jahre – den Strelapass zur befahrbaren Passstrasse auszubauen oder ihn zwischen Sapün Jatz und der Schatzalp mit einem Tunnel zu unterfahren, wurden aufgegeben. Stattdessen wurde im Zuge einer kantonalen Bündner Projektstudie die Machbarkeit eines tälerverbindenden Eisenbahntunnels zwischen Arosa und Davos beziehungsweise Langwies und Davos geprüft. Die letztgenannte Variante würde recht genau unter der Linie des Strelapasses verlaufen. Angesichts knapper Finanzen hat die Graubündner Regierung ein solches Vorhaben allerdings nicht als prioritär eingestuft.

## Tourismus
Touristisch wird der Strelapass von Mountainbikern und Wanderern benutzt. Er ist zudem Teil des Schanfigger Höhenweges.
Der im Juli 2012 erstmals veranstaltete Gebirgslauf Swiss Irontrail führte ab 2014 kurzzeitig vom Urdenfürggli-Hörnlihütte via Carmenna-Weisshorn nach Arosa und von dort über Medergen-Sapün-Strelapass nach Davos.

## Galerie

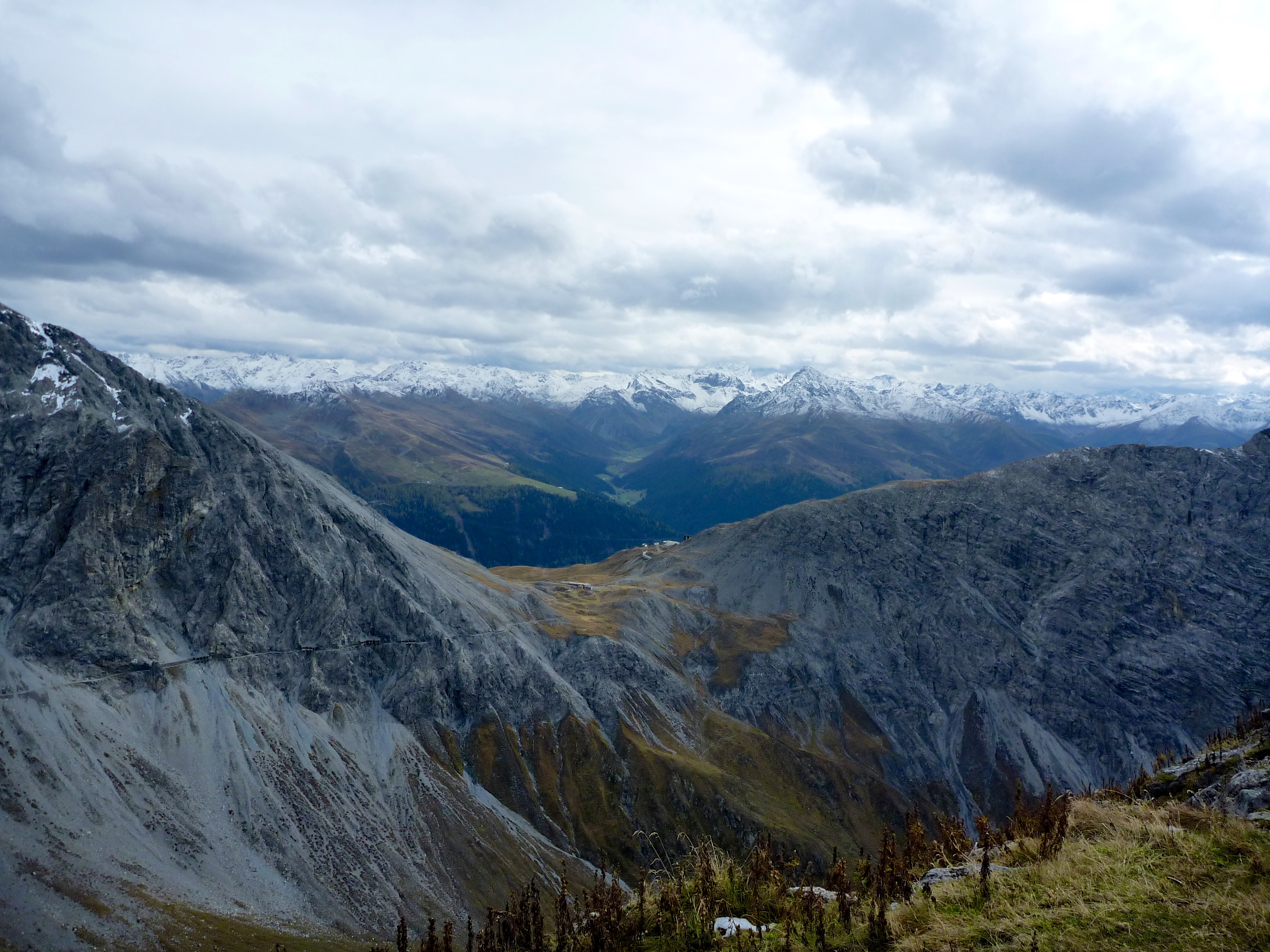
Strelapass vom Haupter Horn gesehen
Historisches Luftbild von Werner Friedli (1949)